# Albligen
Albligen (antiguamente en francés Albenon) fue hasta el 31 de diciembre de 2010 una comuna suiza del cantón de Berna, situada en el distrito administrativo de Berna-Mittelland.

## Historia
El lugar es mencionado por primera vez en 1148 bajo el nombre de Albennon. En el siglo XIV aparece como Albennen/Albenden, y desde 1346 como Alblingen.
Como parte de la señoría de Grasburg, pasó a manos saboyanas en 1310. En 1423 tras su venta, pasa a manos de las ciudades de Berna y Friburgo. Durante la República Helvética es administrada por el cantón de Friburgo, y a desde 1802 por el cantón de Berna.
El 18 de septiembre de 2008 tras una votación en la iglesia, la población aceptó por 101 votos contra 94, de iniciar negociaciones para una fusión con la comuna de Wahlern. Antes de esto, el Consejo comunal se había pronunciado a favor del acercamiento e inicio de conversaciones para una fusión con la vecina comuna de Ueberstorf en el cantón de Friburgo. Desde el 1 de enero de 2011 Albligen es parte de la comuna de Schwarzenburg tras su fusión con la comuna de Wahlern.

## Geografía
Situada en los prealpes suizos, en la orilla izquierda del río Sense. La antigua comuna limitaba al norte con la comuna de Ueberstorf (FR), al este con Wahlern y al sur y occidente con Heitenried (FR).
Hasta el 31 de diciembre de 2009 situada en el distrito de Schwarzenburg.

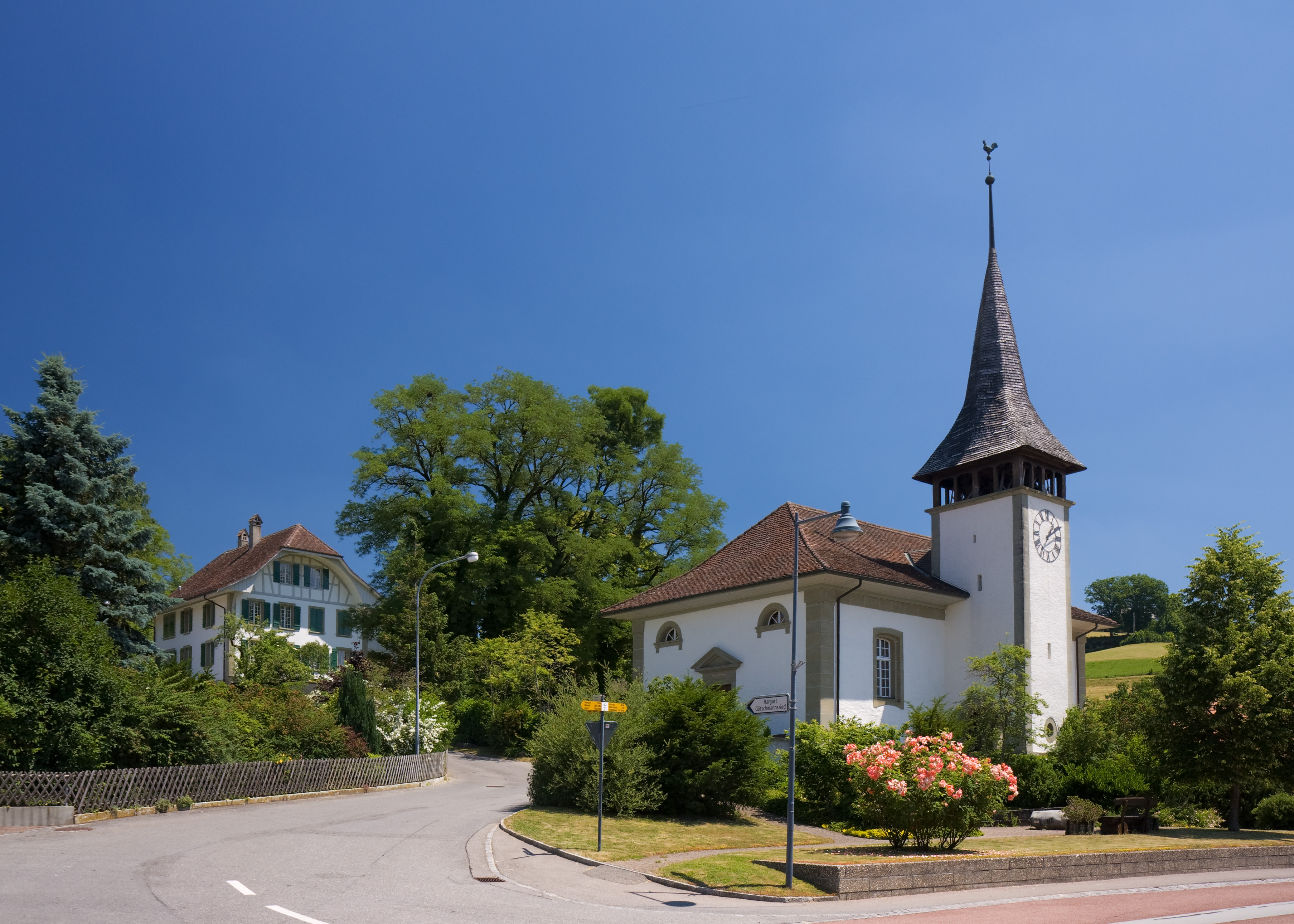
Iglesia de Albligen.